# Caroline Chisholm
Pour les articles homonymes, voir Chisholm.
Caroline Chisholm (30 mai 1808–25 mars 1877) est une femme progressiste appartenant au mouvement humaniste de la Grande-Bretagne au XIXe siècle. Elle est surtout connue pour son action envers les immigrés en Australie et, à ce titre, fait partie du calendrier des saints reconnus par l'Église d'Angleterre. L'Église catholique s'intéresse elle aussi à son cas et des pourparlers sont en cours pour qu'elle l'admette dans la communauté de ses propres saints.

## Biographie

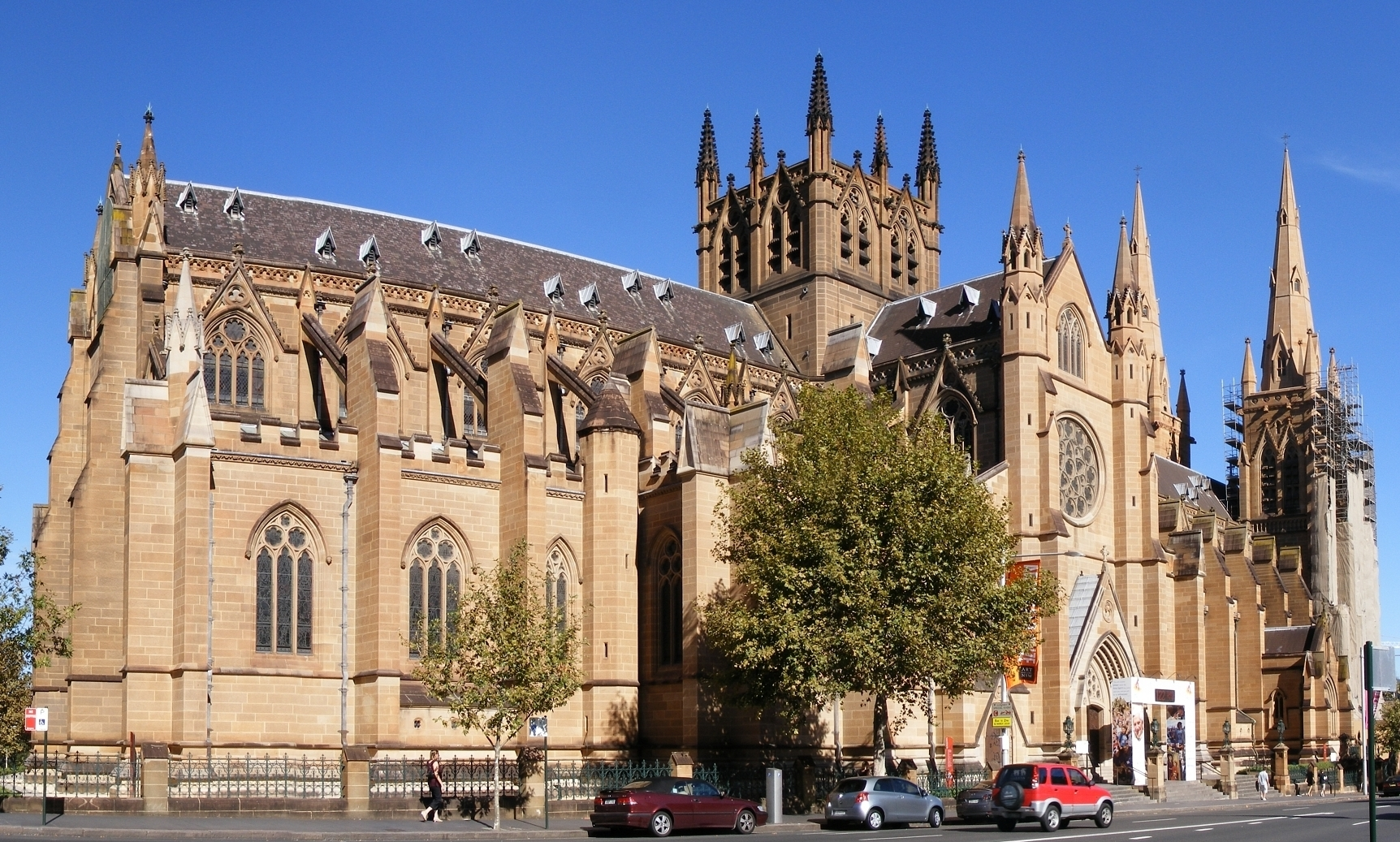
Cathédrale Sainte-Marie à Sydney.

Caroline Chisholm est née à Wootton, près de Northampton, Angleterre, fille de Caroline et William Jones, couple de fermiers prospères. Benjamine d'une nombreuse fratrie, elle est élevée par une gouvernante férue de français et de mathématiques, et baigne dès son plus jeune âge dans la tradition de la philanthropie. Elle accepte d'épouser à vingt-deux ans le capitaine Archibald Chisholm de la East India Company , mais à la condition qu'elle puisse poursuivre ses activités caritatives. Il a treize ans de plus qu'elle et pratique la religion catholique, ce qui a pu inciter son épouse à se convertir peu après son mariage. Quoi qu'il en soit, il est certain que Caroline Chisholm puise dans la religion une bonne partie de sa force pour poursuivre son action, que, d'ailleurs, elle dédie à l'Église, dès son arrivée en Australie, devant l'autel de la cathédrale St. Mary de Sydney.

### Madras (Inde)
En 1832, Archibald Chisholm est nommé à Madras où Caroline le rejoint un an plus tard et y fonde la Female School of Industry for the Daughters of European Soldiers ("École des sciences domestiques pour les épouses de militaires européens »). Elle s'est en effet rendu compte que les épouses et les filles des militaires britanniques vivent dans une telle misère qu'elles sont parfois poussées au crime et à la prostitution, ce qui l'incite à faire appel au gouverneur de la province pour obtenir l'aide nécessaire à la fondation de son institution. Dans cet établissement leur est alors prodigué l'enseignement de la lecture, de l'écriture, du calcul et de la religion, ainsi que l'art de tenir une maison, la cuisine, le ménage et aussi les soins à prodiguer aux jeunes enfants. Au départ de la famille Chisholm, l'école est reprise par les autorités et devient une institution d'État.

### Sydney (Nouvelle-Galles du Sud)

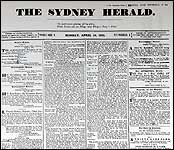
Première parution du Sydney Herald (18 avril 1831).
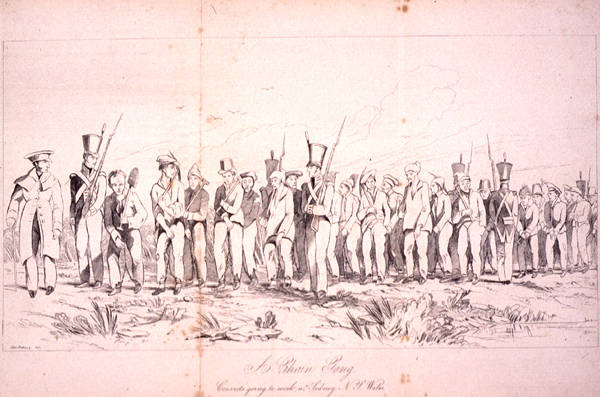
Prisonniers enchaînés se rendant sur leur lieu de travail en Nouvelle-Galles du Sud.
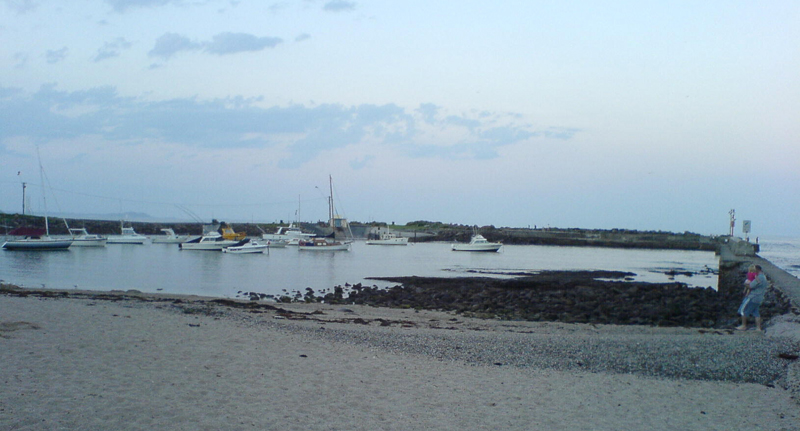
Plage de Shellharbour.
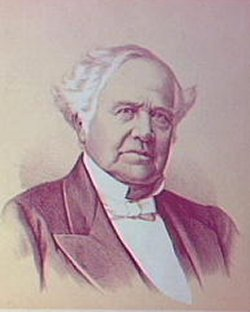
Robert Towns, bienfaiteur de la Nouvelle-Galles du Sud.

Les Chisholm se décident à partir pour l'Australie où ils arrivent sur l'île d'Émeraude (Emerald Isle) de Sydney en 1838 ; ils s'installent à Windsor où Caroline reste avec ses trois fils lorsque son mari est rappelé au service actif en 1840. Bien que la Nouvelle-Galles du Sud connaisse alors une dépression, la main d'œuvre rurale se fait rare et les autorités ne prévoient rien pour disperser sur les lieux déficitaires la masse des émigrés agglutinés dans Sydney et rongés par le chômage. Caroline Chisholm se porte volontaire pour venir en aide aux passagers de tous les bateaux arrivant d'Europe et devient vite une figure familière des docks de la ville, réussissant tant bien que mal à caser des jeunes filles qu'elle accueille souvent chez elle. En juillet 1841, elle prend contact avec le gouverneur, Sir George Gipps (1791-1847), et son épouse, Lady Gipps, puis avec les propriétaires du Sydney Herald, l'un des journaux les plus populaires, pour leur proposer le projet d'une résidence pour femmes immigrées. Les milieux catholiques essaient bien de la décourager, mais elle réussit à convaincre le gouverneur de sa bonne volonté désintéressée, si bien qu'on lui alloue de vieilles casernes pour immigrants où elle peut installer son refuge, dont les seuls revenus dépendent des autorités publiques. Bientôt, l'institution accueille jusqu'à quatre-vingt-seize femmes tout en faisant office de « pôle emploi » gratuit, le seul de toute la région.
En effet, le souci de Caroline Chisholm est désormais de répartir les chômeurs vers les zones rurales où ils peuvent trouver du travail. Des centaines de circulaires portant l'aval de Gipps sont envoyées à tous les responsables locaux et, durant l'année 1842, partout on voit Caroline sur son cheval blanc, Captain. Bientôt des maisons d'accueil et des agences pour l'emploi sont établies dans une douzaine de centres ruraux, et le refuge de Sydney est fermé en raison du succès de la ventilation des immigrés, environ 14 000, dans les campagnes. Lors de la tenue d'une commission composée de fermiers désabusés, elle propose un plan pour l'installation des familles sur des terres jouissant d'un bail à long terme ; son optimisme quant à la future prospérité de ces déshérités suscite l'opposition des propriétaires, mais sans se décourager, c'est avec ses propres fonds qu'elle s'occupe ainsi de vingt-trois familles à Shellharbour sur des terres données par Robert Towns. Lors d'une seconde tenue de la commission en 1844, elle présente les résultats de son expérience, mais son plan est à nouveau rejeté.
Le capitaine Chisholm prend sa retraite de l'armée en 1845 et rejoint l'Australie pour travailler avec son épouse. Sans la moindre reconnaissance officielle, les Chilsholm sillonnent la Nouvelle-Galles du Sud et recueillent plus de six-cents témoignages d'immigrés sur leur vie en Australie, ce qui constitue une sorte de bréviaire pour les candidats anglais à l'émigration dans ce pays. À ce stade de son activité, Mrs Chisholm ne s'occupe plus des cas particuliers, mais milite pour de substantielles réformes et pour promouvoir ses propres idées sur la colonisation. En 1846, elle et son mari quittent l'Australie à bord du SS Dublin pour retourner en Angleterre ; elle laisse derrière elle une véritable légende.

### Militantisme en Angleterre

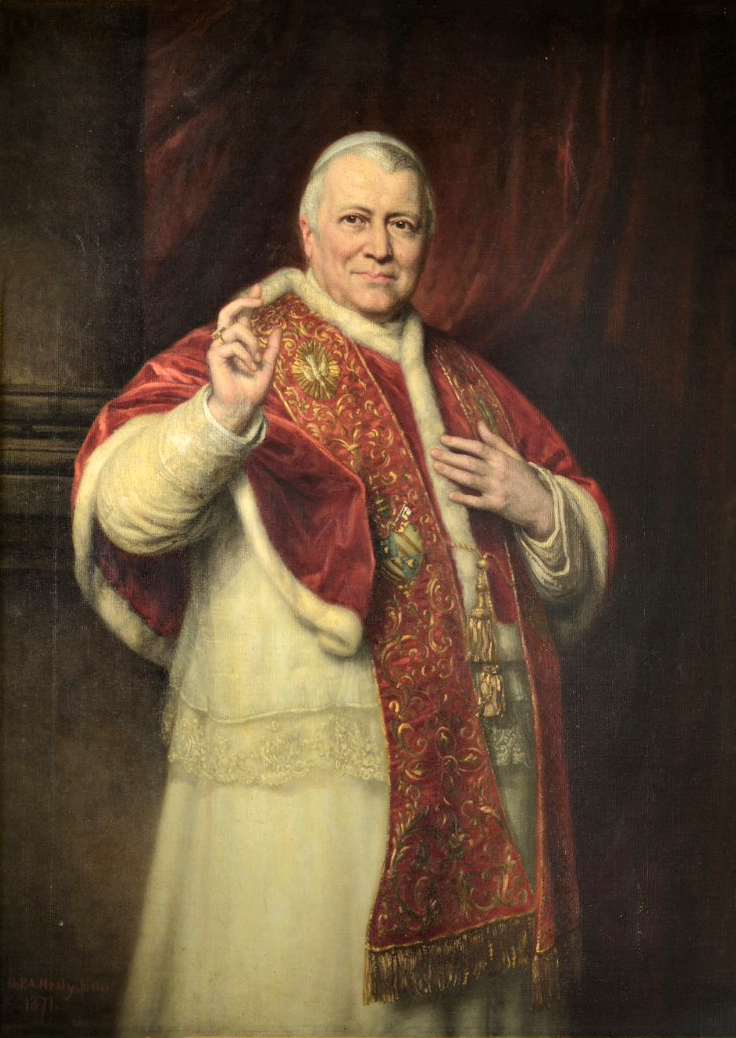
Pie IX.

Désormais, le but de Caroline Chisholm est de promouvoir l'immigration en Australie et d'obtenir la modification des lois régissant le départ des familles. Avant leur retour, les Chisholm ont rassemblé quelque six-cents témoignages en Nouvelle-Galles du Sud, dont Caroline publie certains pour donner du poids à ses arguments. Elle est conviée à s'exprimer devant deux commissions à la Chambre des lords et, surtout grâce au soutien du comte Grey, à l'intention duquel elle a publié une lettre ouverte intitulée Emigration and Transportation Relatively Considered, et de James Stephen, elle persuade les parlementaires de permettre aux familles d'anciens déportés de pouvoir les rejoindre gratuitement ; c'est ainsi que de nombreuses femmes sont embarquées sur le SS Asia and Waverley et environ soixante-quinze enfants sur le SS Sir Edward Parry. En revanche, elle ne réussit que difficilement, par l'obtention de réformes ponctuelles, à faire évoluer les règles en vigueur pour l'émigration des familles.
En 1849, grâce à l'aide de riches Londoniens, en particulier de Wyndham Harding (1817-1855),, Caroline Chisholm fonde la Family Colonization Loan Society (« Association de prêts pour les familles de colons »), destinée à faire des prêts aux émigrants pour la traversée vers l'Australie où des agents chargés de leur procurer du travail et d'encaisser les remboursements. L'Association est même capable d'armer ses propres bateaux pour le transports des colons. La découverte des mines d'or australiennes ayant donné à l'immigration un véritable renouveau, en 1854, l'association transporte plus de trois mille passagers. Finalement, les efforts de Caroline Chisholm portent leurs fruits, puisque le Parlement vote en 1852 une loi réformant les conditions de voyages des migrants.
Le capitaine Archibald Chisholm regagne l'Australie en mars 1851 pour exercer bénévolement les fonctions d' « agent colonial » ; restée seule en Angleterre, Caroline y fait de nombreuses tournées, qu'elle poursuit en France, en Allemagne et en Italie où elle rencontre le pape Pie IX. Après deux années de lutte militante, au cours desquelles sa demeure devient un véritable centre d'information pour les candidats à l'émigration avec une moyenne de cent quarante lettres par jour, Caroline Chisholm, loin d'être rebutée par les lenteurs et la tiédeur des réactions officielles, prend la décision d'agir seule, connaissant parfois des échecs, mais aussi de nombreuses réussites. Si certains de ses plans alarment les squatters australiens, c'est-à-dire les bénéficiaires de terrains appartenant à la couronne pour la pâture des troupeaux, elle réussit à former une commission rassemblant les plus riches marchands de la capitale, et son association, avec Lord Ashley comme président de la maison-mère à Londres, s'étend en province avec de nombreuses succursales, tandis que ses agents locaux s'établissent à Adélaïde, Melbourne et Sydney.
Mrs Chisholm est désormais l'une des femmes les plus célèbres d'Angleterre et son portrait, peint par Angelo Collen Hayter, est exposé à la Royal Academy en 1852 ; elle reçoit même l'hommage de nombreux poèmes, articles ou dessins gentiment humoristiques. Charles Dickens lui-même, bien que l'ayant brocardée sous les traits de Mrs Jellyby dans La Maison d'Âpre-Vent, lui donne un sérieux coup de pouce en publiant plusieurs articles de 1851 à 1852 vantant les mérites de ses bonnes œuvres dans Household Words.

### Le retour en Australie

Armes de la ville de Victoria.

En 1854, Caroline Chisholm s'embarque sur le Ballarat et son départ est non seulement commenté dans la presse, mais donne lieu à une souscription qui rapporte 900 £ à son association. Elle arrive à Port Phillip en juillet, et lors d'un rassemblement de bienvenue, honneur est rendu à son mari qui, tout seul, a mis ses plans en œuvre en Australie. Le Conseil législatif de Victoria lui vote 5 000 £ de crédits et 2 500 £ supplémentaires sont reçus à tire privé. C'est uniquement parce que la famille Chisholm est au bout de ses ressources et désire ouvrir un entrepôt que Caroline accepte ces fonds, mais non sans une certaine réticence.
En octobre 1854, Caroline Chisholm se rend sur les terrains aurifères de Victoria et, lors d'une réunion tenue à Melbourne en novembre, elle propose la construction d'une chaîne d'abris tout au long des chemins menant aux mines. Avec l'aide parcimonieuse de fonds publics, dix abris sont érigés avant la fin de 1855. De plus, elle continue à militer pour le déblocage des terres. En 1857, cependant, atteinte par une maladie rénale, elle doit se replier sur Kyneton où son mari Archibald, qui a été promu commandant au titre de la réserve, devient magistrat tandis que les deux fils sont chargés de gérer l'entrepôt. Caroline doit ensuite se faire soigner à Sydney où elle donne plusieurs conférences sur le sujet des terres de 1859 à 1861. Ses difficultés financières, cependant, l'obligent à ouvrir une école de filles à Newton en juillet 1862, établissement qui déménage ensuite à Tempe.
Caroline Chisholm n'aspire jamais à la réussite financière et sociale, et cette indifférence lui vaut sans doute la relative obscurité où elle se trouve reléguée pendant ses dernières années en Australie. Cependant, bien que presque oubliée des nouvelles générations, elle a la joie de voir plusieurs de ses projets visionnaires enfin réalisés.

### Le retour définitif en Angleterre et la mort
En juin 1866, les Chisholm reprennent le chemin de l'Angleterre où, avec pour toutes ressources une pension de 100 £, ils s'installent d'abord à Liverpool, puis dans un misérable logis à Highgate, quartier de Londres du borough de Camden, situé au nord-est d'Hampstead. Mrs Chisholm meurt en août 1877 et son mari la suit en août de la même année ; tous les deux sont inhumés dans la même tombe au cimetière de Northampton ; la pierre tombale porte l'inscription : « L'amie des émigrants ».

## Commémoration

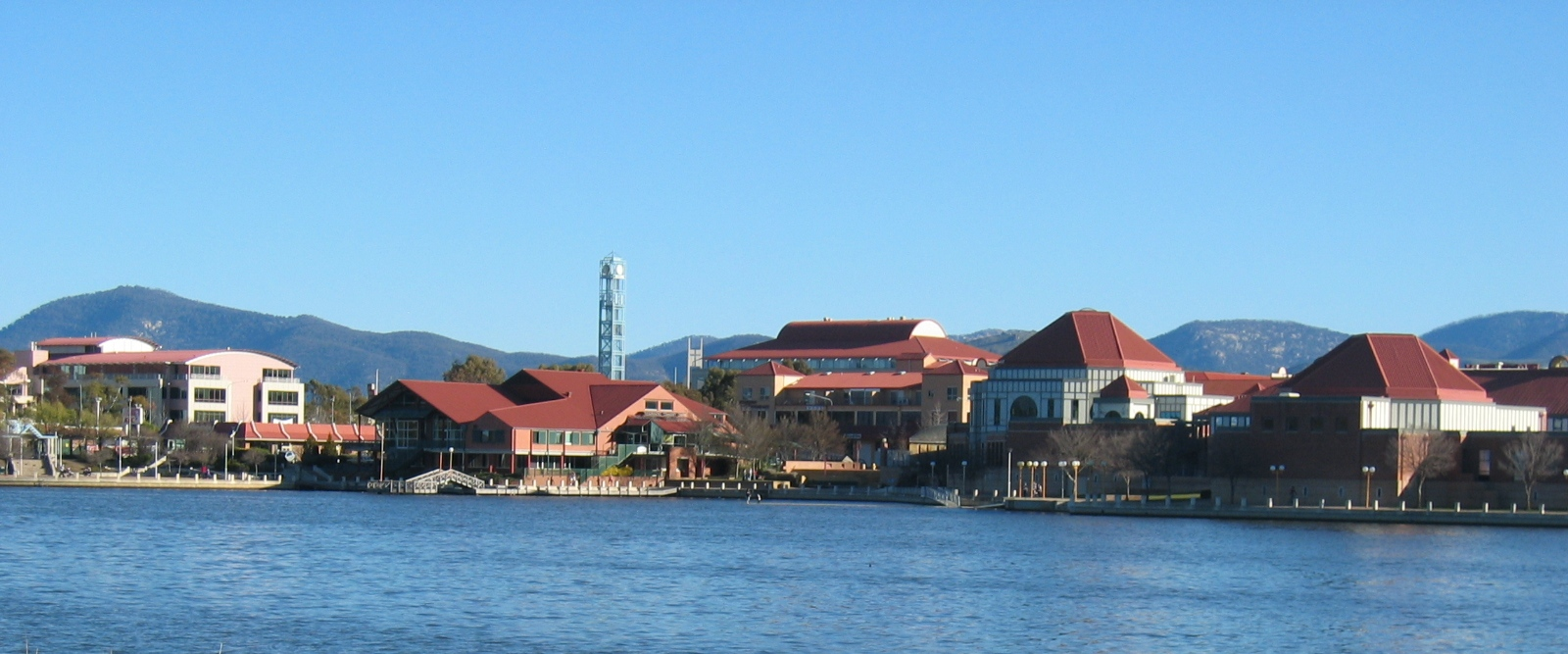
Le centre ville et le lac Tuggeranong.

Beaucoup d'établissements scolaires portent, en Angleterre comme en Australie, le nom de Caroline Chisholm,,,,, ,,.
À Tuggeranong (ACT), le Département fédéral aux services à la personne (Federal Government Department of Human Services) a pour quartier général un bâtiment connu comme le « CCC », le « Centre Caroline Chisholm ».
Caroline Chisholm a également figuré sur plusieurs timbres et billets de banque australiens,.